# 曼利厄斯鎮區 (伊利諾伊州拉薩爾縣)
曼利厄斯鎮區（英語：Manlius Township）是位於美國伊利諾伊州拉薩爾縣的一個行政鎮區。

## 地方資料
根據2010年美國人口普查的數據，曼利厄斯鎮區的面積為63.00平方千米，當中陸地面積為61.70平方千米，而水域面積為1.30平方千米。當地共有人口6050人，而人口密度為每平方千米96.03人。